# Stefan Otwinowski
Stefan Otwinowski (ur. 3 marca 1910 w Pyzdrach, zm. 30 stycznia 1976 w Krakowie) – polski prozaik, dramatopisarz i publicysta.

## Życiorys
Urodził się w rodzinie Stanisława, właściciela apteki, i Ludomiły z Królikowskich. Dzieciństwo spędził w Grodźcu. W 1929 ukończył Państwowe Gimnazjum Humanistyczne im. Adama Asnyka w Kaliszu.  Studiował filologię polską na Uniwersytecie Warszawskim. Debiutował jako prozaik w 1934. W 1934 otrzymał nagrodę literacką miasta Kalisza im. Adama Asnyka za swoją pierwszą powieść pt. Życie trwa cztery dni. Podczas wojny był działaczem kulturalnego podziemia.
Po wojnie zamieszkał w Krakowie, gdzie w latach 1946–1956 był kierownikiem literackim tamtejszych teatrów; pisał felietony i współredagował „Dziennik Literacki” (1949–1950) i potem „Życie Literackie” (1951–1976). W latach 1947–1976 (z małymi przerwami) był prezesem krakowskiego oddziału Związku Literatów Polskich. W 1953 podpisał rezolucję ZLP w sprawie procesu krakowskiego.
Zmarł w Krakowie, pochowany w alei zasłużonych cmentarza Rakowickiego (kwatera LXIX pas A-II-17).

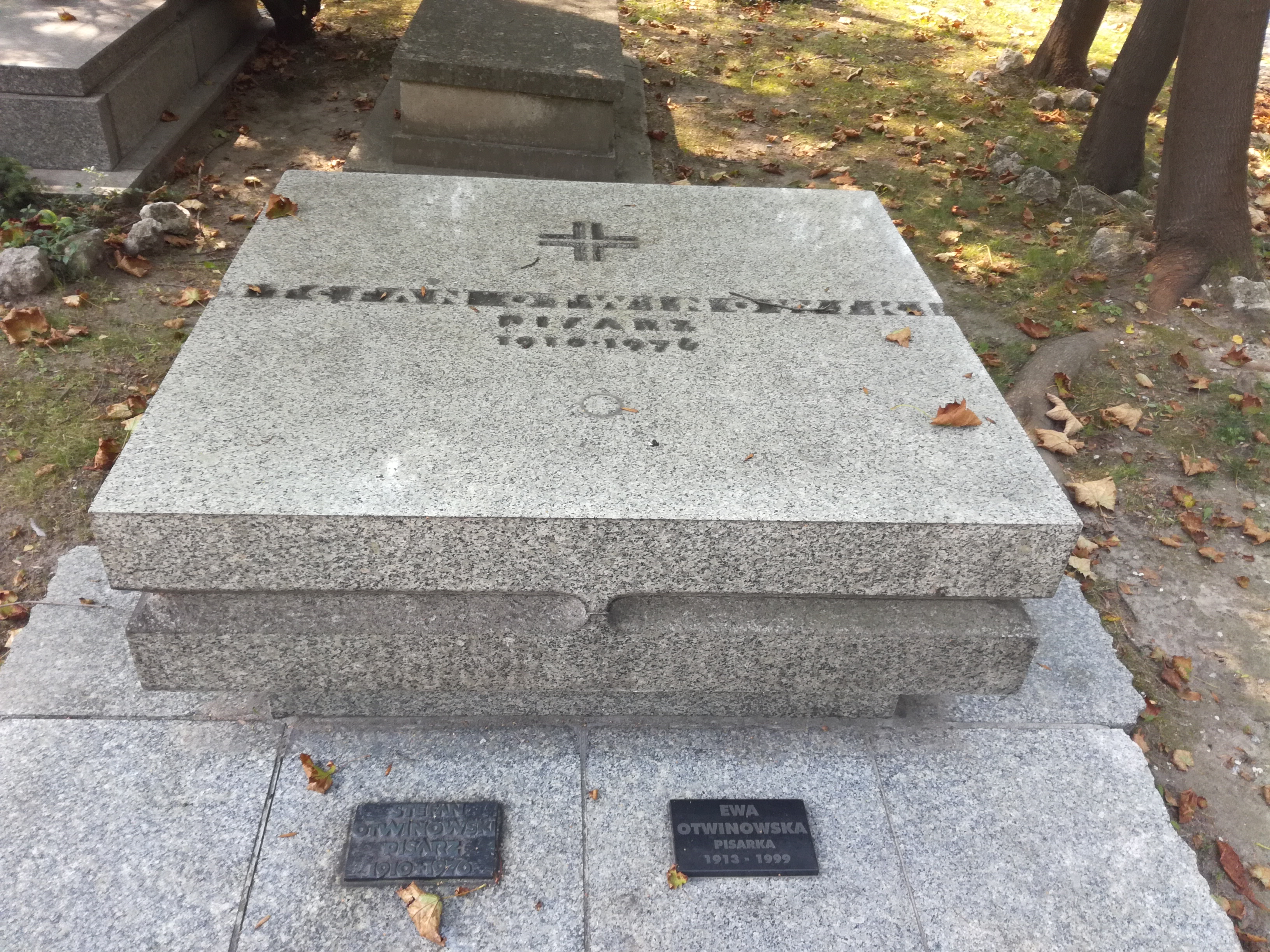
Grób Stefana Otwinowskiego na cmentarzu Rakowickim

## Ordery i odznaczenia
- Krzyż Komandorski z Gwiazdą Orderu Odrodzenia Polski (pośmiertnie)
- Order Sztandaru Pracy II klasy (1970)
- Krzyż Oficerski Orderu Odrodzenia Polski (1965)
- Krzyż Kawalerski Orderu Odrodzenia Polski (1954)[3]
- Odznaka „Zasłużony Działacz Kultury”
- Złota Odznaka „Za Pracę Społeczną dla miasta Krakowa” (1965)[4]

## Nagrody
- Nagroda literacka miasta Kalisza im. Adama Asnyka za powieść pt. Życie trwa cztery dni (1938)
- Nagroda Ziemi Krakowskiej za sztukę Wielkanoc (1946)
- Nagroda Miasta Krakowa (1960)[5]
- Nagroda Miejskiej Rady Narodowej w Krakowie w dziedzinie upowszechniania kultury (1967)
- Nagroda II stopnia Ministra Kultury i Sztuki za całokształt twórczości (1969)
- Nagroda „Życia Literackiego” (1976)

## Źródło
- Encyklopedia Krakowa, red. Antoni Henryk Stachowski, PWN, 2000, ISBN 83-01-13325-2